# Тиннер, Рене
Рене Тиннер (18 февраля 1953, Санкт-Галлен) — швейцарский музыкальный продюсер и звукоинженер, сотрудничающий со многими известными артистами разных музыкальных направлений. Среди прочих, Тиннер сводил и продюсировал записи Can, Die Krupps, Хольгера Шукая, Trio, Хелен Шнайдер, Accept, Йоахима Витта, Джулиана Доусона, Jule Neigel Band.

## Рене Тиннер и CAN-Studio
С 1978 года Тиннер начинает карьеру продюсера в легендарной CAN-Studio (бывшей Inner Space Studio), расположенной в коммуне Вайлерсвист (вблизи Кёльна). Студия была переоборудована в 1972 году из бывшего кинозала, и длительное время служила репетиционным залом и студией звукозаписи для кёльнской краут-рок-группы Can (Тиннер работал с группой как звукотехник и звукоинженер). После распада группы студия стала приносить доход благодаря популярности записи Йоахима Витта Der goldene Reiter, спродюсированной Тиннером. Следующим коммерчески успешным сотрудничеством Тиннера стала работа с популярным немецким исполнителем Мариусом Мюллер-Вестернхагеном, который вложил деньги в капитальное переоборудование студии (соинвестор CAN-Studio, бывший басист Can Хольгер Шукай отреагировал на это вмешательство продажей своей доли за символическую немецкую марку). В 2007 году CAN-Studio была интегрирована в рок-н-поп музей Гронау. В качестве части музея, студия была открыта 9 ноября 2007 года экспозицией Can: Das Studio — Magie und Technik (Can: Студия — Магия и Техника). На открытии выставки присутствовали члены группы Can и Рене Тиннер.